# Nothingface (gruppo musicale)
I Nothingface sono stati un gruppo musicale statunitense di genere alternative metal, attivo dal 1994 al 2004 e poi dal 2005 al 2009.

## Formazione
Ultima
- Matt Holt – voce (1995–2004, 2005–2009) (deceduto 2017)
- Tom Maxwell – chitarra (1994–2004, 2005–2009)
- Bill Gaal – basso (1994–2001, 2001–2004, 2008–2009)
- Chris Houck – batteria (1994–2000, 2008–2009)

Membri precedenti
- David Gabbard – voce (1994–1995)
- Jerry Montano – basso (2001, 2005–2007)
- Tommy Sickles – batteria (2000–2004, 2005–2007)

## Discografia
- 1994 - Nothingfaces Demos
- 1995 - Nothingface
- 1997 - Pacifier
- 1998 - An Audio Guide to Everyday Atrocity
- 2000 - Violence
- 2003 - Skeletons
- 2009 - Nothingface (rimasterizzato)